# AFTERNOON SEQUENCE
AFTERNOON SEQUENCE（アフタヌーン・スィークエンス）とは、2001年4月から2002年3月まで毎週月曜日～金曜日13：00～15：55に放送されていたRadio80（現・FM GIFU）の昼の音楽番組である。Radio80開局から1年間放送されており、同局唯一の昼のワイド番組であった。終了後、一貫してJFNC制作のワイド番組を放送している。

## パーソナリティー
- 生田嘉宏